# Elecciones estatales de Quintana Roo de 1996
Las elecciones estatales de Quintana Roo de 1996, se llevó a cabo el domingo 18 de febrero de 1996, y en ellas se renovarán los cargos de elección popular en el estado mexicano de Quintana Roo:
- 8 Ayuntamientos. Compuestos por un Presidente Municipal y regidores, electo para un período de tres años no reelegibles en ningún período inmediato.
- 26 Diputados al Congreso del Estado Electos por mayoría de cada uno de los Distritos Electorales.

## Resultados Electorales

### Ayuntamientos

#### Ayuntamiento de Chetumal
- Enrique Alonso Alcocer  Hecho

#### Ayuntamiento de Cancún
- Rafael Lara y Lara  Hecho